# Минский завод колёсных тягачей
Ми́нский заво́д колёсных тягаче́й, МЗКТ (бел. Мінскі завод колавых цягачоў) — предприятие, специализирующееся на выпуске дорожных и внедорожных автомобилей большой грузоподъёмности, прицепной техники, специальных колёсных шасси под монтаж оборудования для предприятий строительного, нефтегазового и машиностроительного комплексов; государственное предприятие в ведении Государственного военно-промышленного комитета Республики Беларусь. Форма собственности — открытое акционерное общество. До 1991 года предприятие находилось в составе Минского автомобильного завода (МАЗ).
С 2020 года в отношении завода были введены санкции Евросоюза, США, Великобритании и ряда других стран.

## История

### СКБ-1

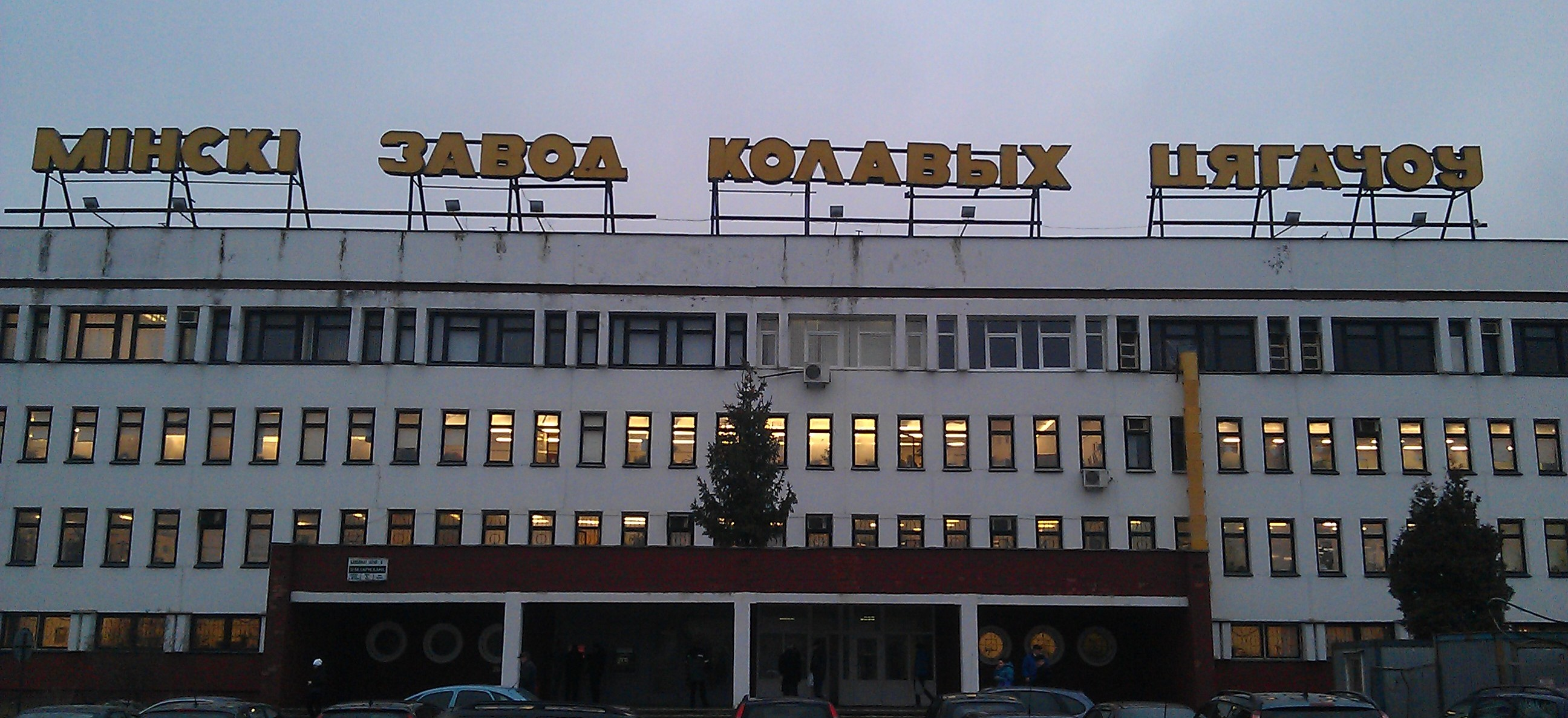
Проходная завода. 2013

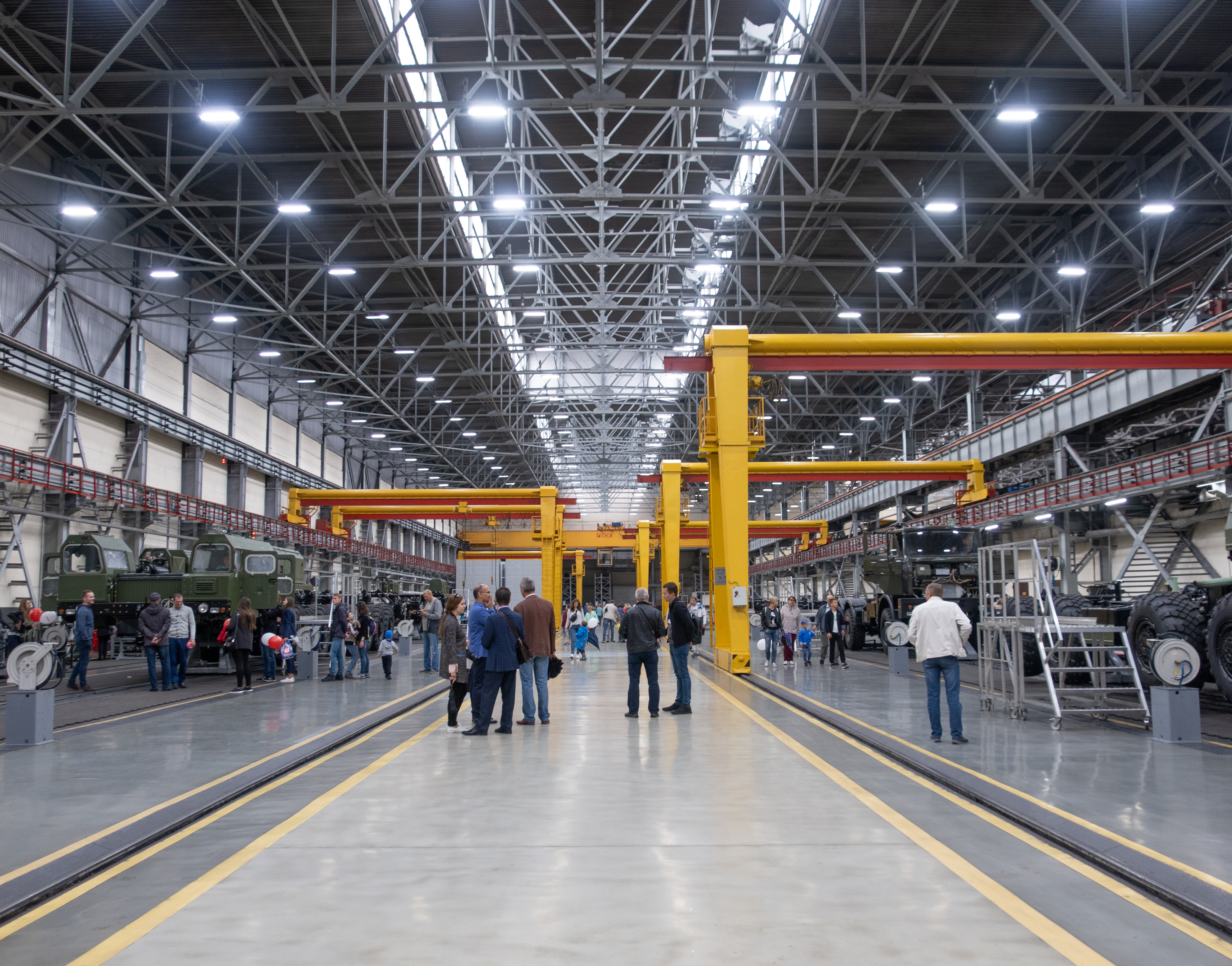
Сборочный цех МЗКТ

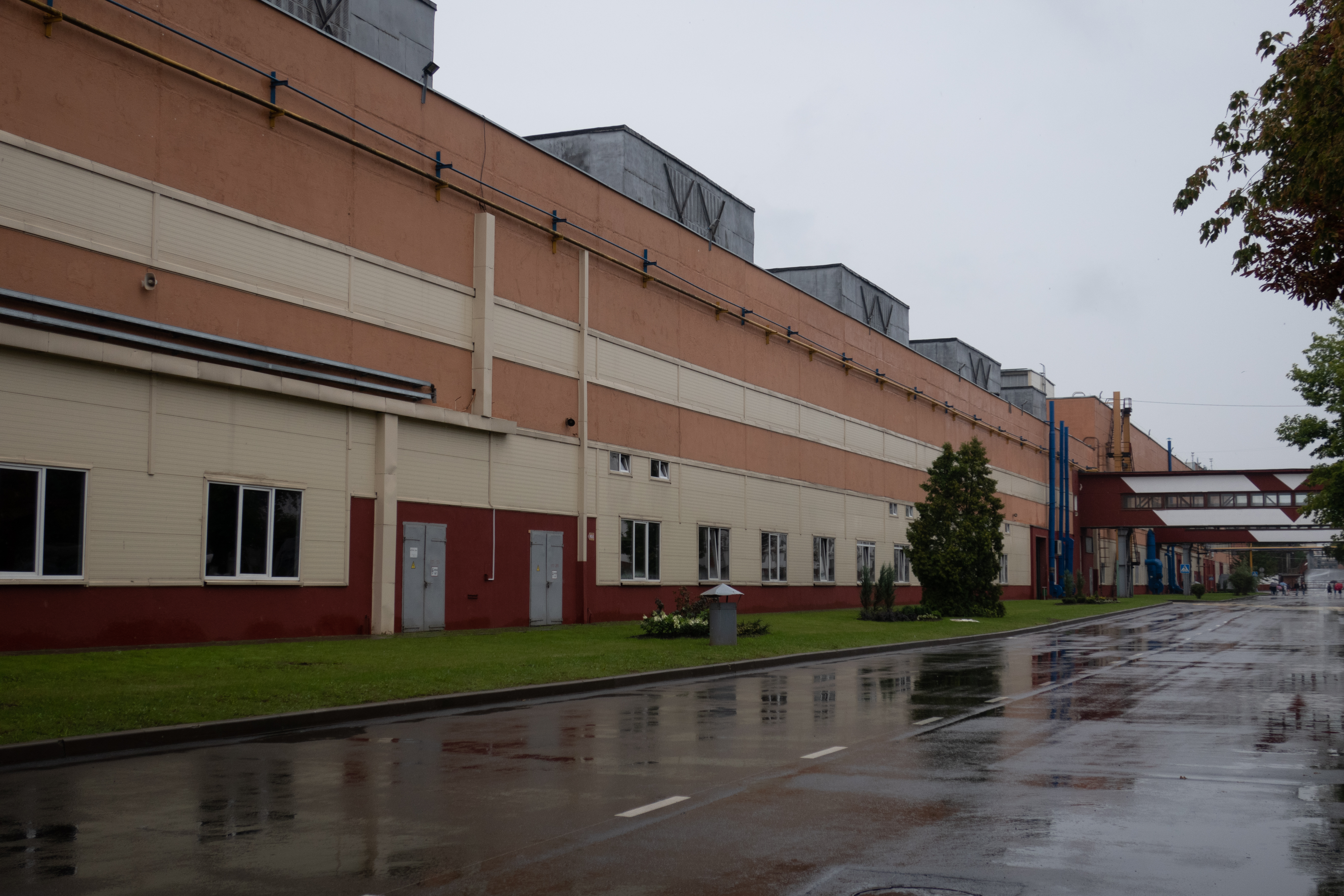
Цеха МЗКТ

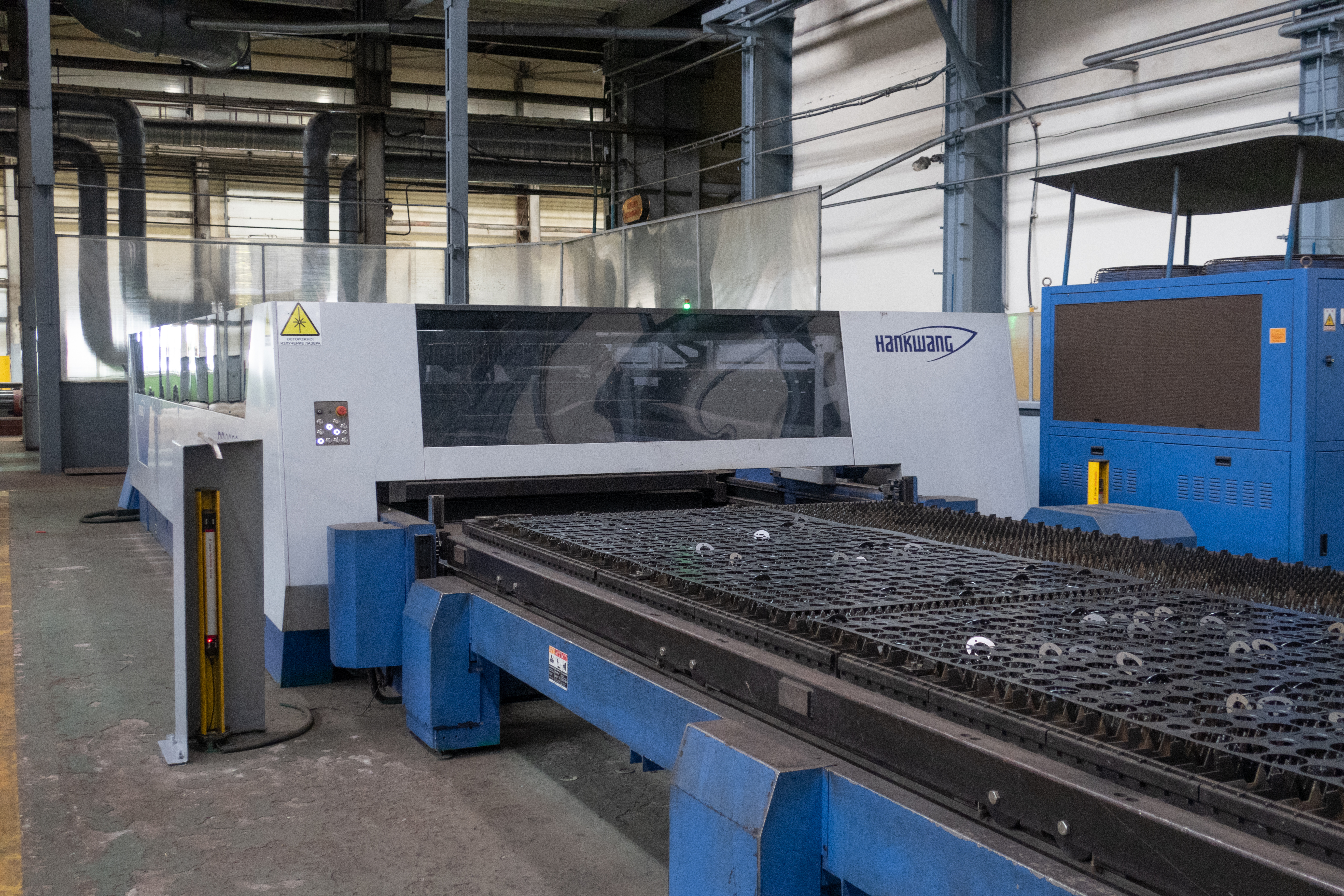
Установка лазерного раскроя металла

23 июля 1954 постановлением Совета министров СССР на Минском автомобильном заводе было создано специальное конструкторское бюро (СКБ-1) по разработке многоосных автомобилей высокой проходимости для нужд Министерства обороны страны. Инициатива создания СКБ-1 ошибочно приписывают маршалу Жукову Г.К. Однако в это время он только один год был в должности 1-го заместителя министра обороны СССР, после возвращения с должности командующего Уральским ВО и не мог существенно влиять на процесс создания СКБ -1. Формально это произошло во время руководства министерством обороны СССР Булганиным Н.А., который имел непосредственное отношение к ракетной технике. Теоретиками и инициаторами создания такой техники считают маршала артиллерии Воронова Н.Н., а также маршала артиллерии Неделина М.И.
В течение почти трёх десятилетий главным конструктором СКБ-1 был Борис Шапошник. СКБ-1 в 1950—1980-е годы создало большое количество многоосных шасси специального назначения для танковозов, ракетных комплексов «Пионер», «Тополь» и «Тополь-М», С-300 а также для специальных аэродромных пожарных автомобилей. Производство некоторых автомобилей в дальнейшем было перенесено на другие предприятия страны, такие как: Могилёвский автомобильный завод (МоАЗ) и Курганский завод колёсных тягачей (КЗКТ).

### МЗКТ
Минский завод колёсных тягачей был создан в 1991 году на базе производства колёсной техники специального назначения МАЗа — РК «Тополь-М», ЗРК «Печора», С-300П. Тогда же, в связи нуждами на гражданском рынке, завод освоил на базе военных шасси гражданские машины: многоосные тягачи, самосвалы, шасси для кранов и прочей спецтехники, получившие собственную торговую марку «Волат».
В 2005 году на техническое перевооружение предприятия планировалось затратить 2,65 млрд белорусских рублей (около 1,2 млн долл.), из них 1,7 млрд рублей были получены предприятием в виде субсидий согласно Указу президента Белоруссии «О мерах государственной поддержки Производственного республиканского унитарного предприятия „Минский завод колёсных тягачей“». Был разработан и утверждён план технического перевооружения предприятия на 2006—2010 годы, предусматривающий закупку нового высокоэффективного технологического оборудования. Общая сумма средств, вложенных в переоснащение предприятия, составила 150 млн долларов.
На предприятии используются прессы с давлением до 2000 тонн производства фирмы LVD (Бельгия). Также запущен комплекс лазерного раскроя LVD Impuls 12030, позволяющий резать листовой металл с высокой скоростью.
Численность работающих на предприятии — более 4,5 тысяч человек. На предприятии имеется две столовые. Протяжённость подземных дорог под цехами — около 15 км. В наличии — действующее бомбоубежище.

## Санкции
17 декабря 2020 года завод был включён в «Чёрный список ЕС» так как завод «извлекает выгоду и поддерживает режим Лукашенко». Также Евросоюз отметил что «работники которые протестовали во время визита Александра Лукашенко на завод и объявили забастовку в связи с президентскими выборами 2020 года в Белоруссии, были уволены, что делает компанию ответственной за нарушение прав человека».
18 декабря 2020 года санкции в отношении завода ввела — Великобритания, 22 марта — Швейцария. 26 января 2021 года к санкциям ЕС присоединились Албания, Исландия, Лихтенштейн, Норвегия, Северная Македония, Черногория.
В 2022 году, после начала вторжения России на Украину, «в ответ на то, что Белоруссия значительно способствовала и поддерживала вторжение России на Украину, а также поддерживала вооруженные силы России», МЗКТ и его руководители Алексей Римашевский и Александр Ветеневич были внесены в список специально обозначенных граждан и заблокированных лиц США. Весной 2022 года Канада включила МЗКТ в санкционный список «соратников режима Лукашенко» за «содействие вторжению президента Путина в свободную и суверенную страну». В марте того же года МЗКТ, Римашевский и Ветеневич попали под санкции Великобритании и Новой Зеландии, а на МЗКТ наложила санкции Япония. Также завод, Римашевский и Ветеневич находятся под санкциями Австралии и самой Украины.

## Продукция
Продукция предприятия выпускается под торговой маркой «Volat» (бел. Волат — «Богатырь»).
В настоящее время предприятие разрабатывает и производит автотранспортные средства внедорожного и дорожного типов с колёсной формулой 4 × 4, 6 × 4, 6 × 6, 8 × 4, 8 × 8, 10 × 4, 10 × 6, 10 × 8, 10 × 10, 12 × 12, 16 × 16:
- шасси для монтажа специального сервисного оборудования для нефтяных и газовых месторождений;
- шасси для монтажа различного специального оборудования;
- шасси для монтажа подъёмного оборудования грузоподъёмностью до 160 т;
- седельные тягачи и автопоезда грузоподъёмностью до 130 т;
- балластные тягачи для транспортировки грузов до 400 т;
- прицепы и полуприцепы грузоподъёмностью до 75 т;
- самосвалы грузоподъёмностью до 45 т.

Шасси широко применяются в составе различных образцов вооружения и военной техники. В российских войсках используется более 60 образцов вооружений, установленных на шасси и тягачах МЗКТ, включая РСЗО «Смерч», ракетные комплексы «Тополь» (шасси МАЗ-7912/МАЗ-7917) и «Тополь-М» (шасси МЗКТ-79221), ЗРК «Печора» (шасси МЗКТ-8021), колёсные средства ЗРК «Бук-М2» (шасси МЗКТ-6922).
МЗКТ-7930 является шасси для пусковых установок и ТЗМ комплекса Искандер-М, всевысотного обнаружителя ЗРК С-300, С-400 «Триумф» и пусковые установки С-300ПМУ-2, С-400; береговые ракетные комплексы Бал, «Бастион», «Берег», «Рубеж» и «Калибр»; берегового комплекса разведки надводной и воздушной обстановки Монолит-Б.
В 2019 году около 84 % выпускаемой продукции поставлялось на экспорт в 20 стран, основная часть продукции экспортируется в Россию. Предприятие успешно развивает связи и со странами «дальнего зарубежья»: в Китае создано совместное предприятие, собирающее грузовые автомобили из машинокомплектов завода, поставляет продукцию в Турцию, ОАЭ, Египет и другие страны.
Одна из самых свежих разработок предприятия, по состоянию на 2019 — бронеавтомобиль МЗКТ-490100 (Volat V1). В 2010-х годах по заказу Государственного пограничного комитета Республики Беларусь был разработан 4-колёсный многоцелевой армейский грузовик МЗКТ-500200, частично унифицированный с 6-колёсным МЗКТ-600103 и 8-колёсным МЗКТ-600203. В 2016 году был представлен седельный тягач нового поколения МЗКТ-750440 (8 × 8). В 2019 году были представлены терминальный (портовый) тягач МЗКТ-730240, крановые шасси МЗКТ-750002 и МЗКТ-750003, а также гражданская версия тяжёлого автопоезда МЗКТ-741351 грузоподъёмностью 136 т.

### Галерея

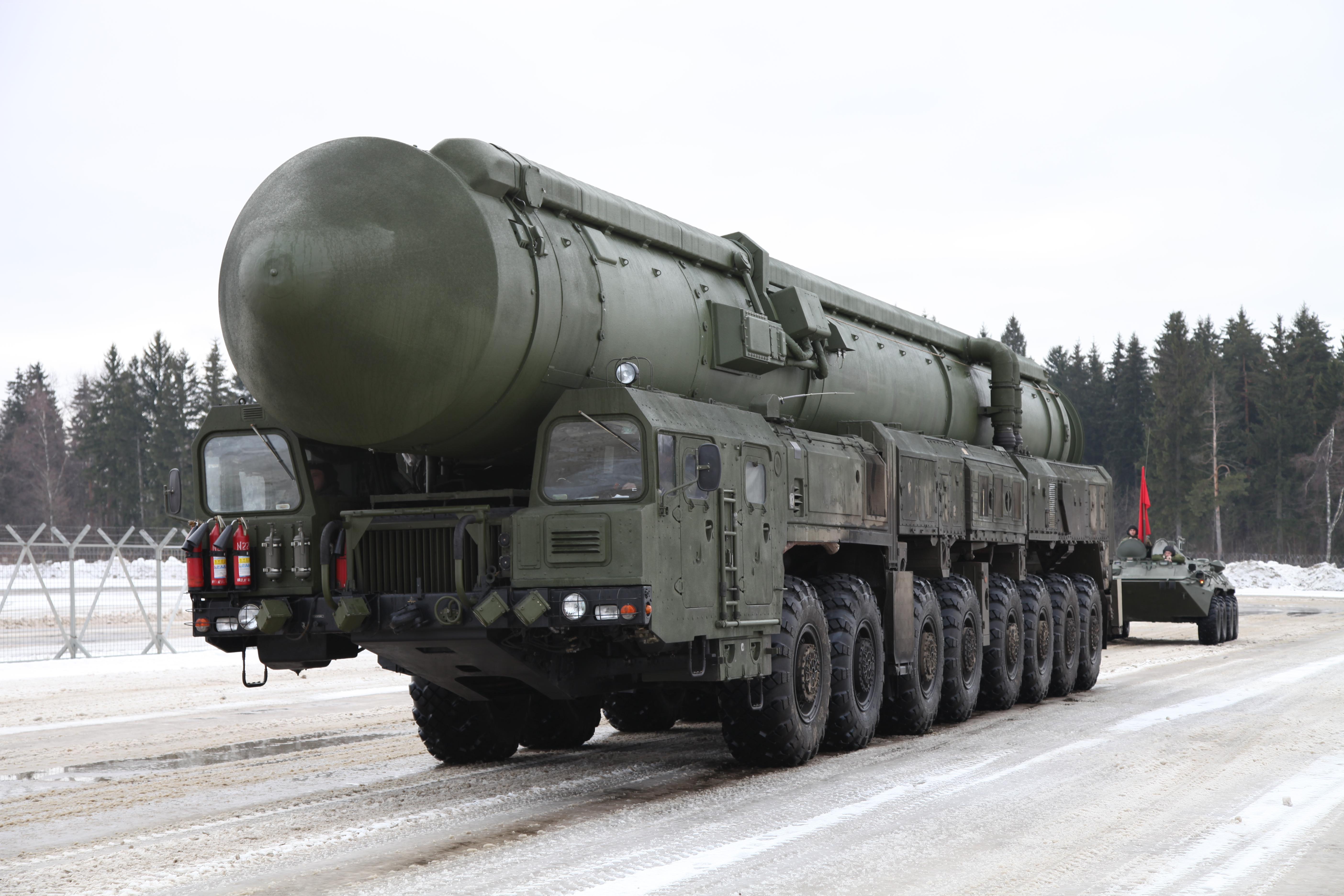
МЗКТ-79221 — шасси ПГРК «Тополь-М» и «Ярс»
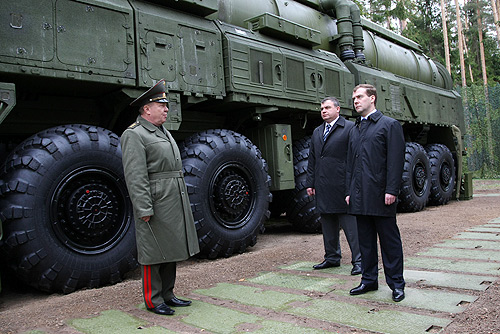
Д. Медведев слушает доклад командующего РВСН рядом с АПУ «Тополь-М», 54-я рд
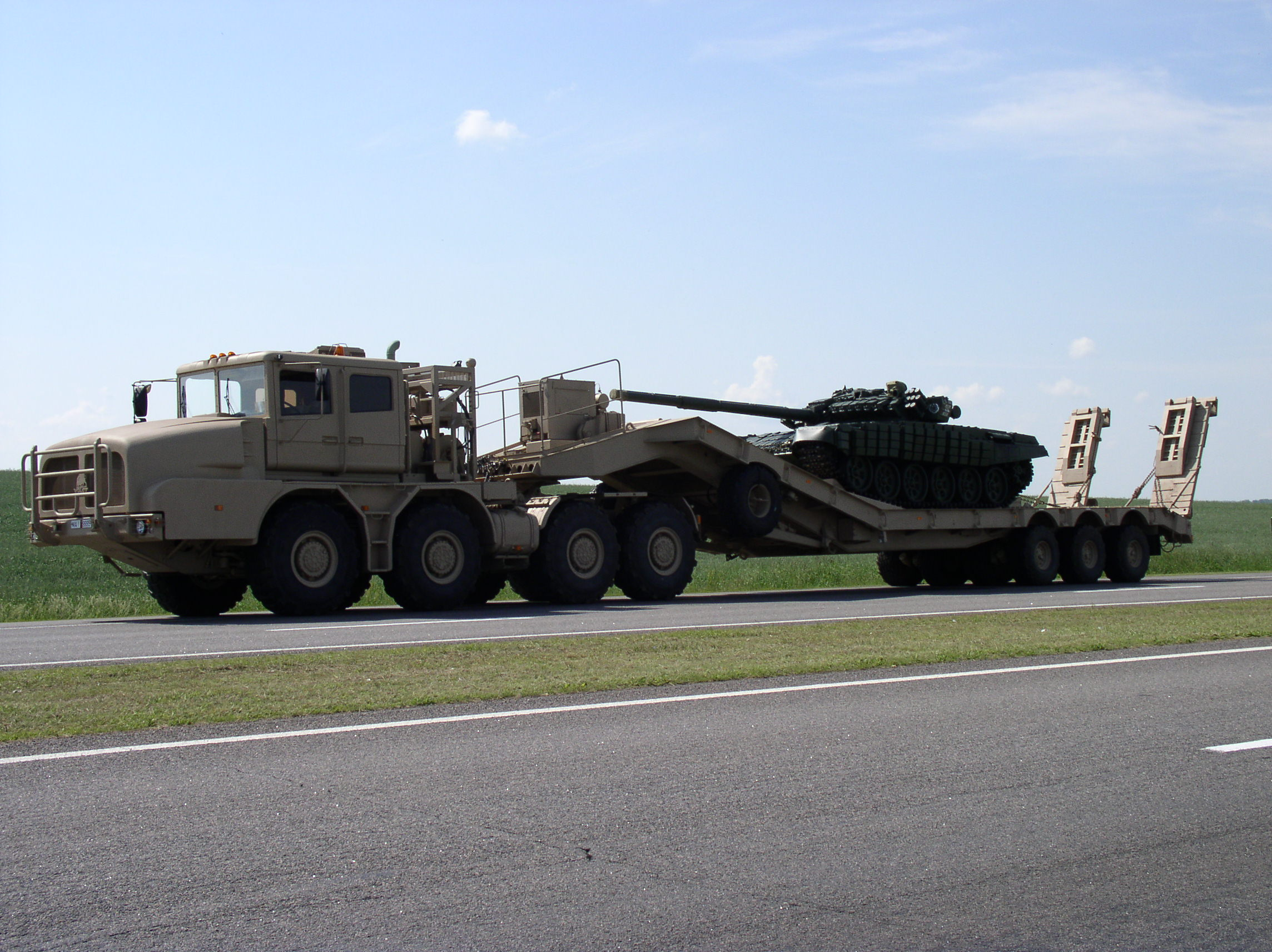
Транспортировка танка Т-72 тягачом МЗКТ-74135
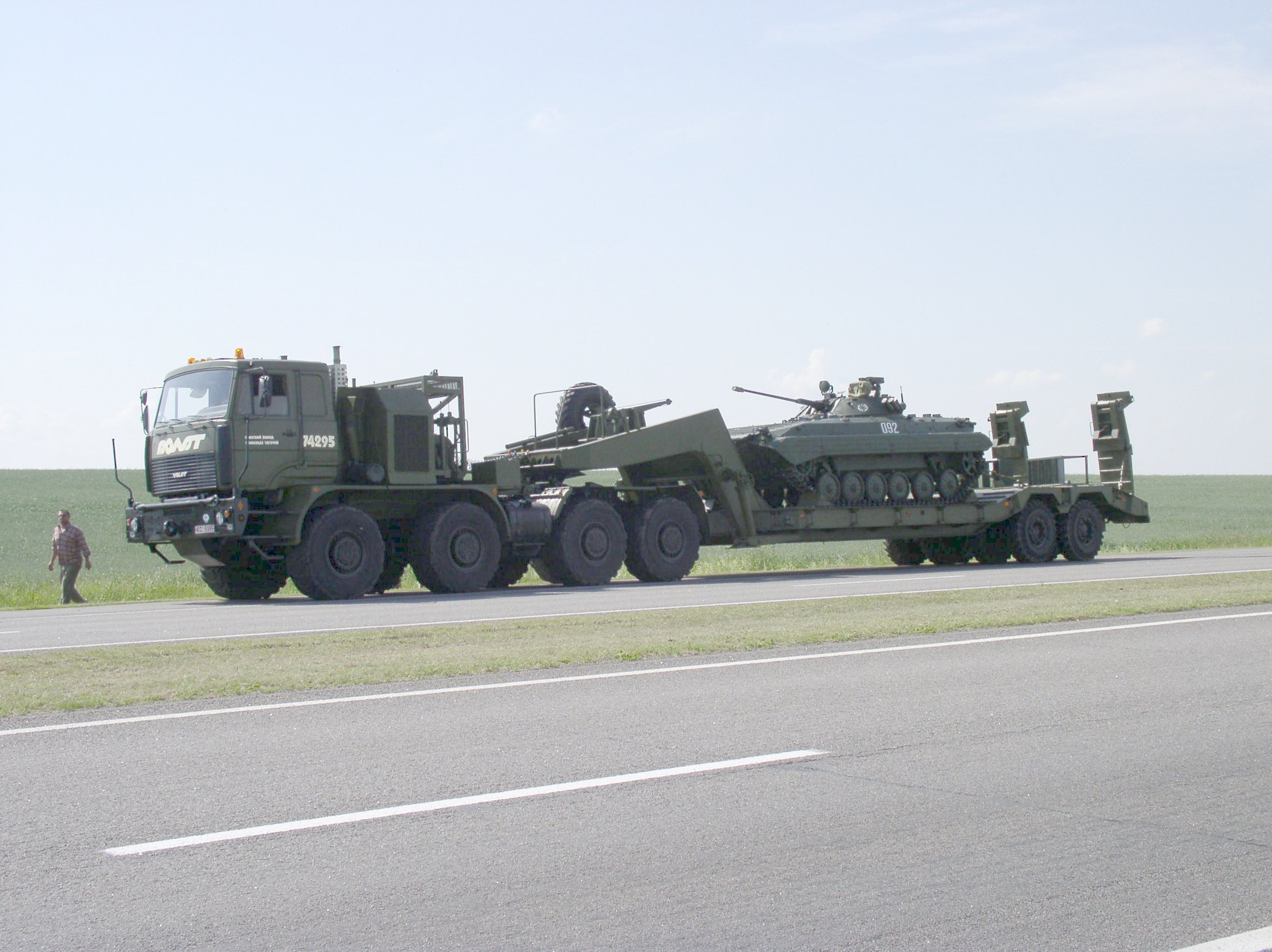
Транспортировка БМП-2 тягачом МЗКТ-74295
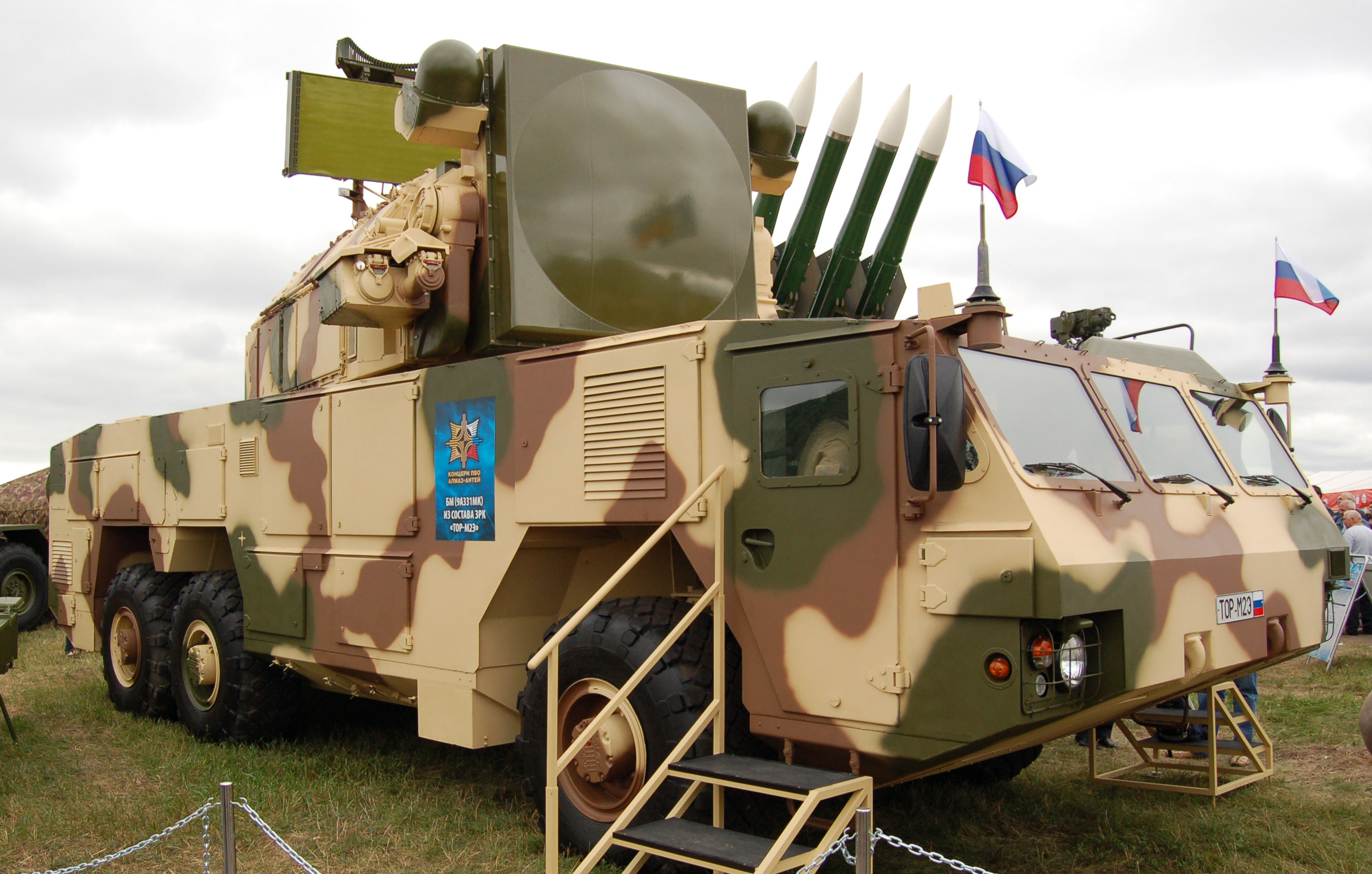
ЗРК «Тор-МК» на шасси МЗКТ-6922
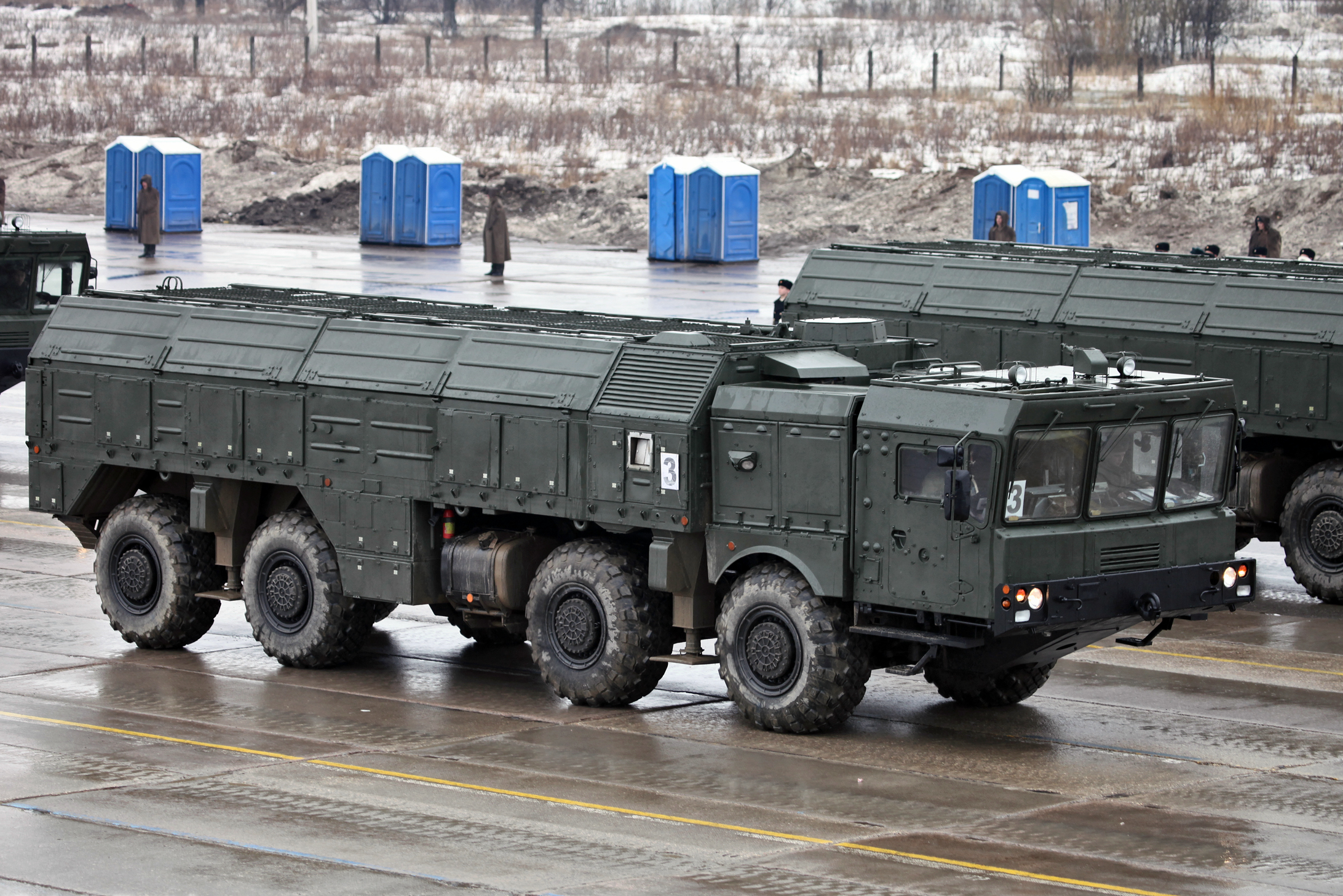
ПУ 9П78-1 ракетного комплекса «Искандер-М» на шасси МЗКТ-7930
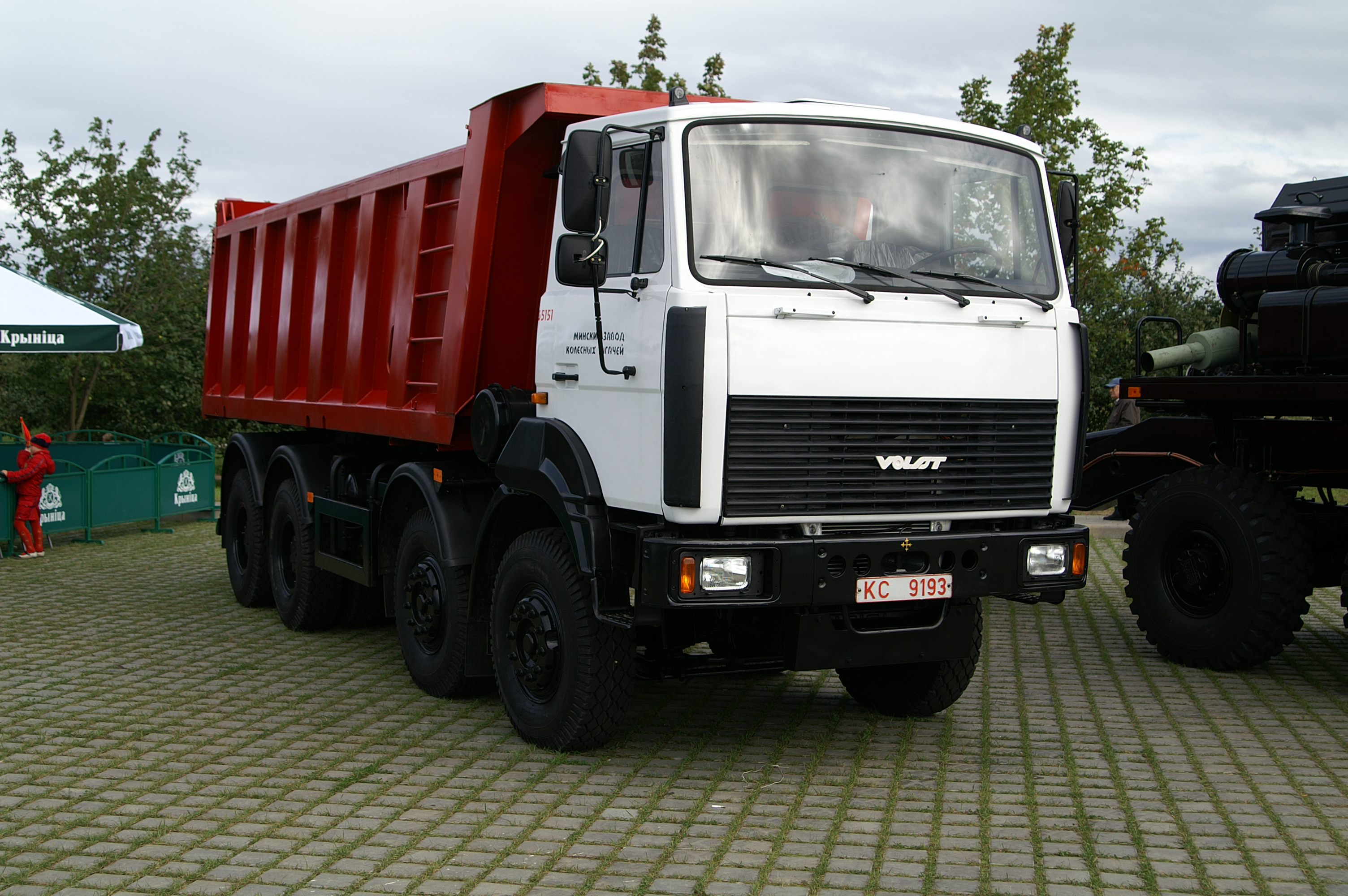
Самосвал 8 × 8 МЗКТ-65151
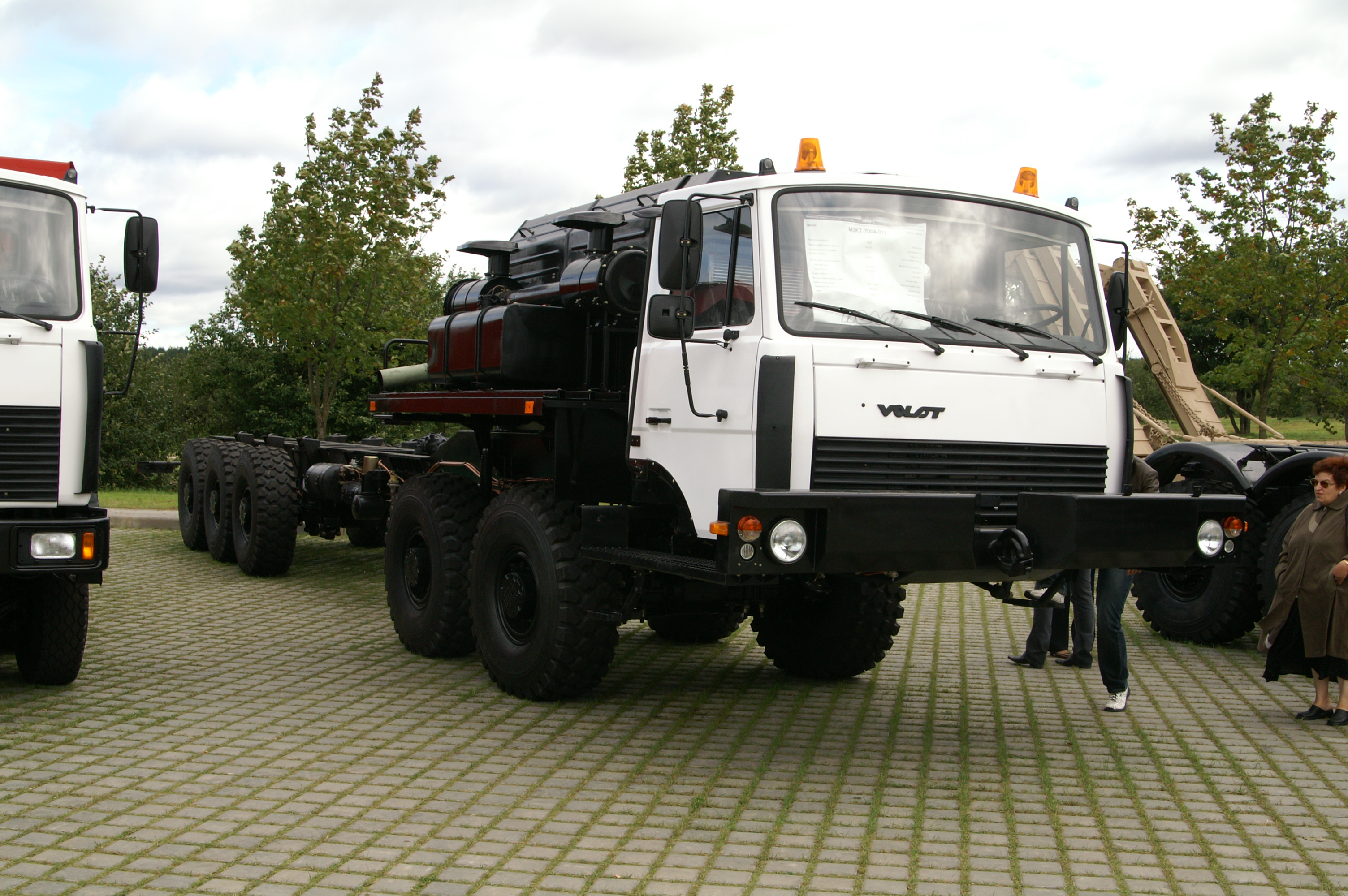
Колёсное шасси 10 × 8 МЗКТ-7004
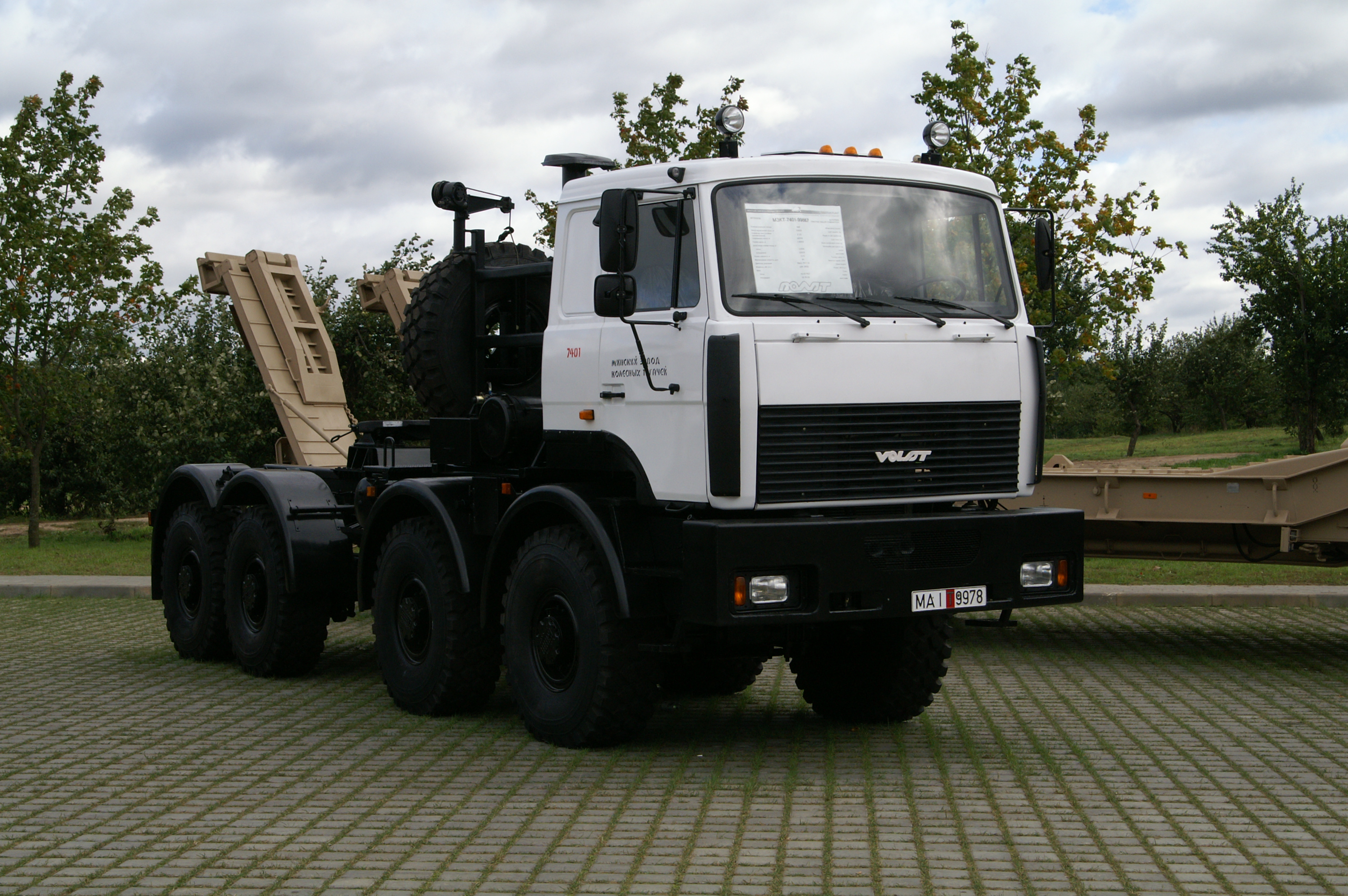
Седельный тягач 8 × 8 МЗКТ-7401
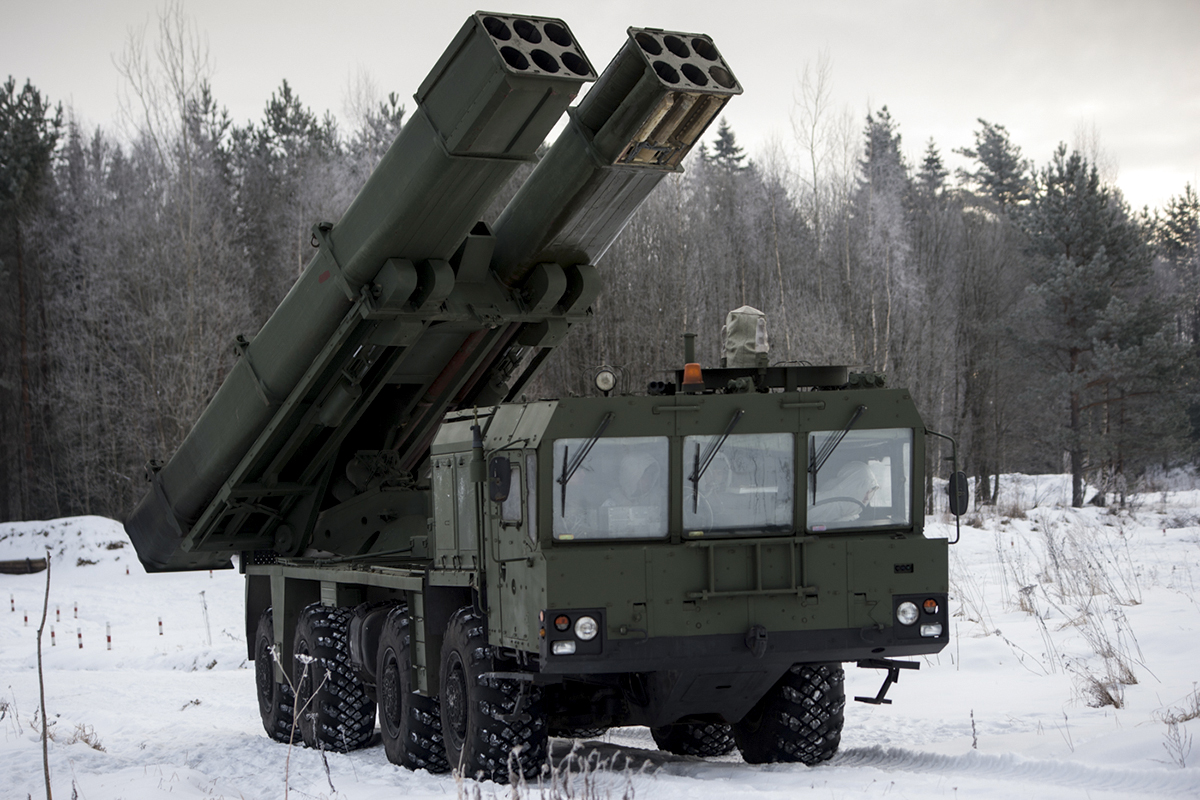
Ураган-1М 8 × 8 МЗКТ-7930
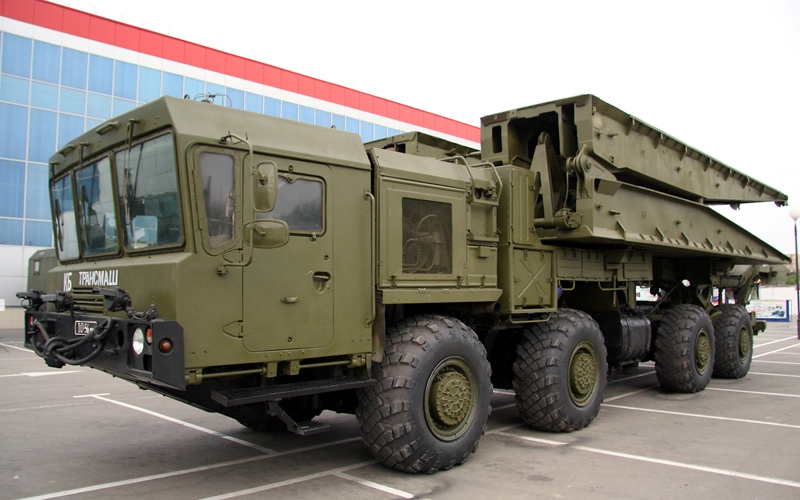
ТММ-6 8 × 8 МЗКТ-7930
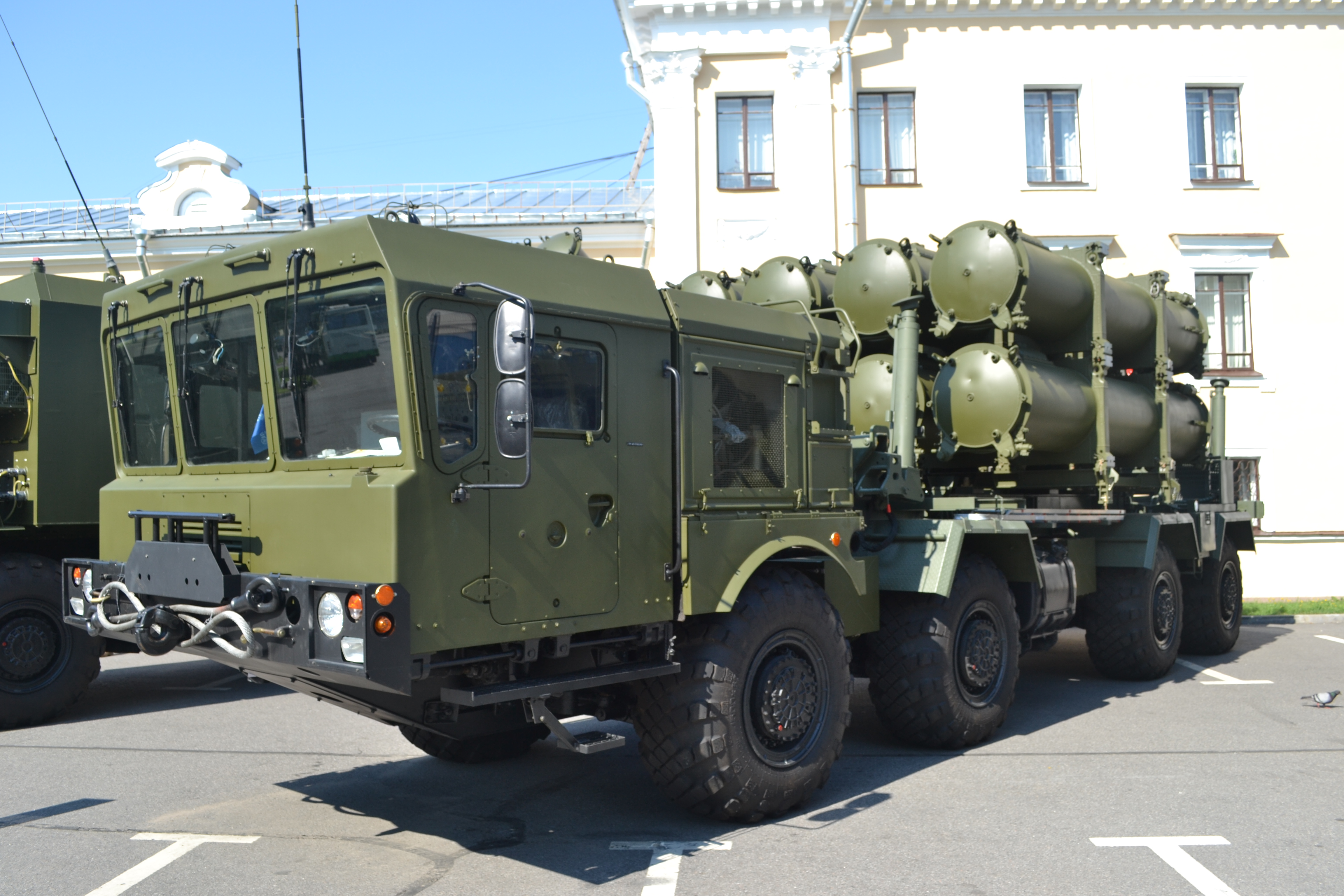
Бал 8 × 8 МЗКТ-7930
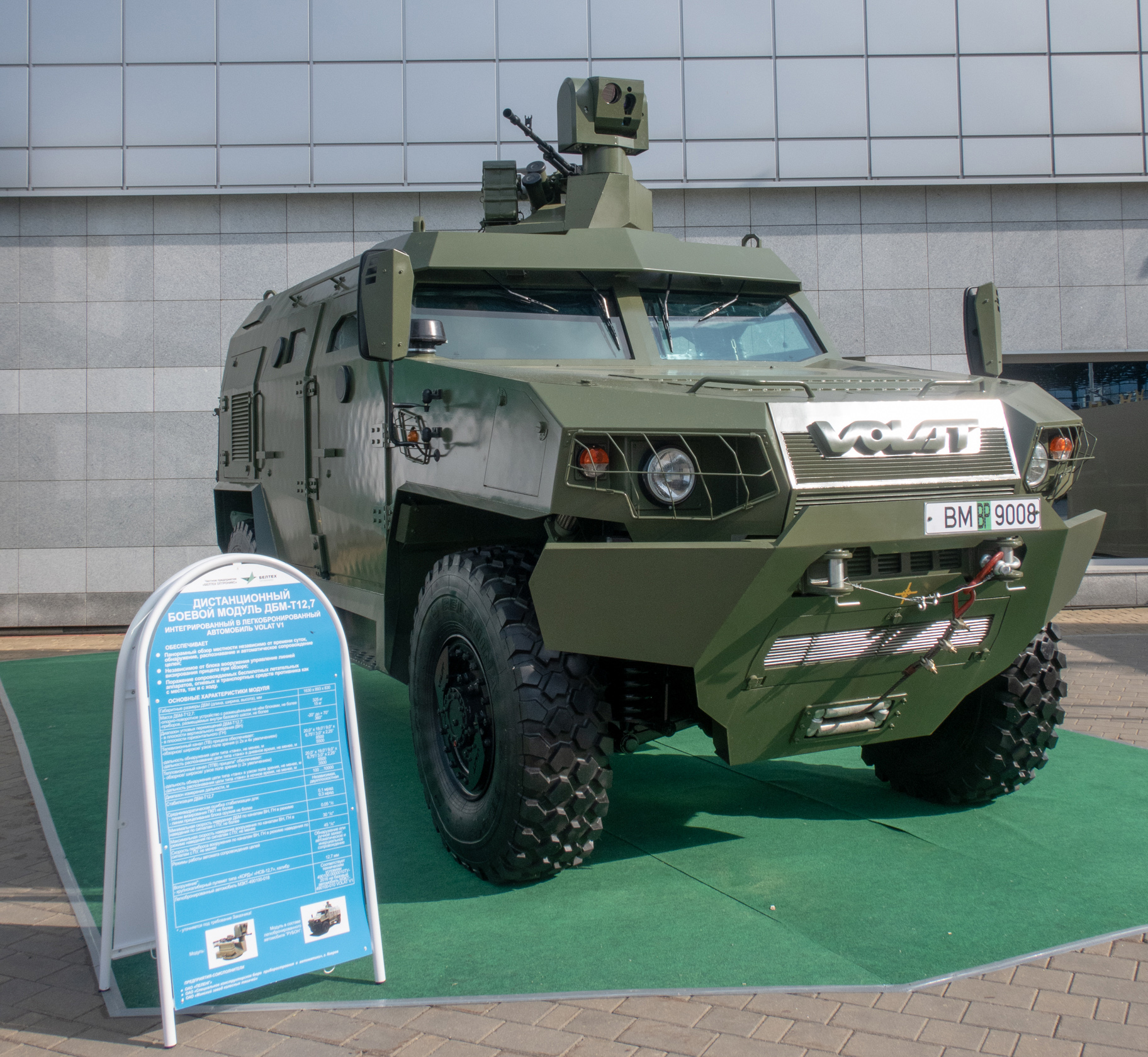
Volat V1
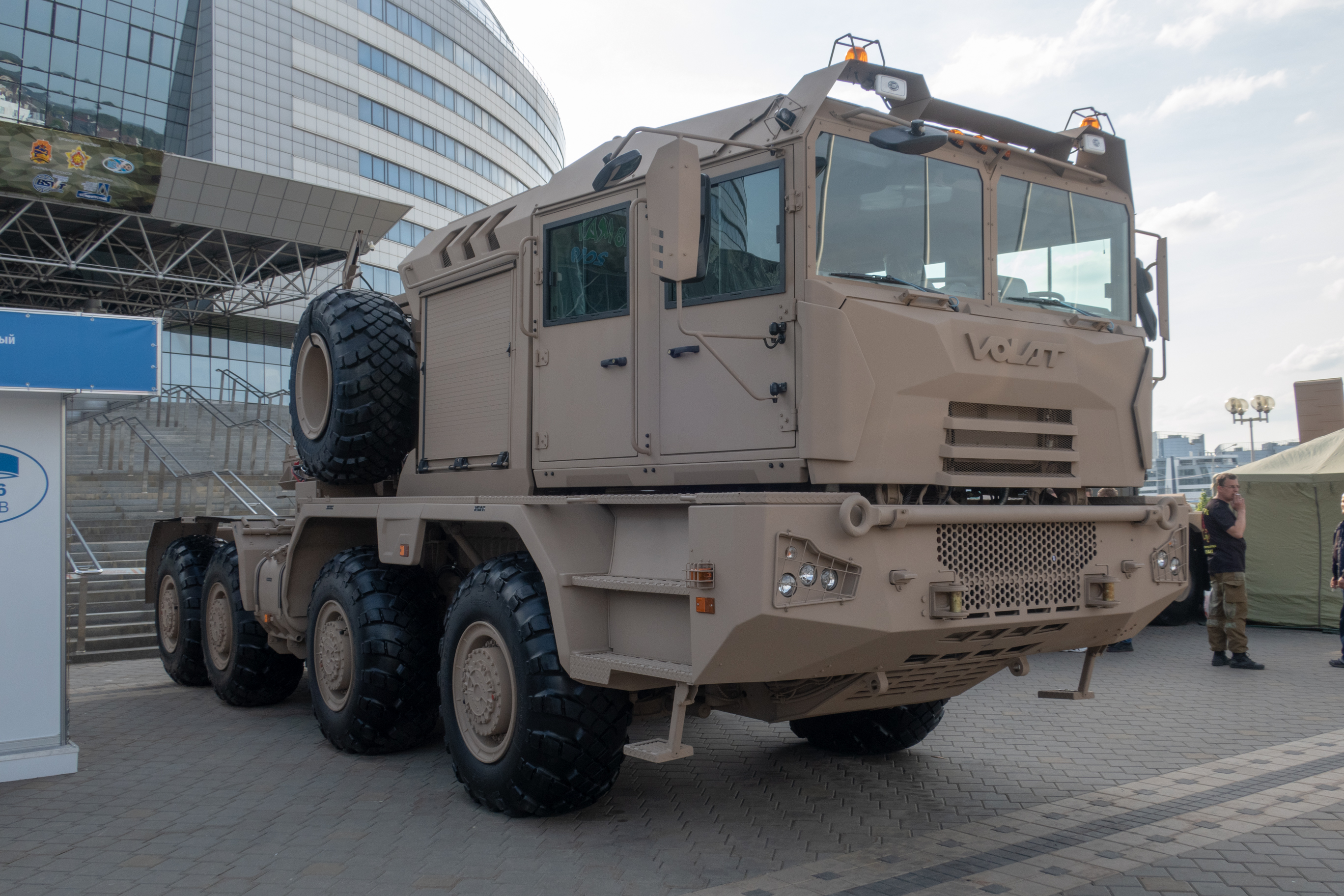
Тяжёлый тягач МЗКТ-741351
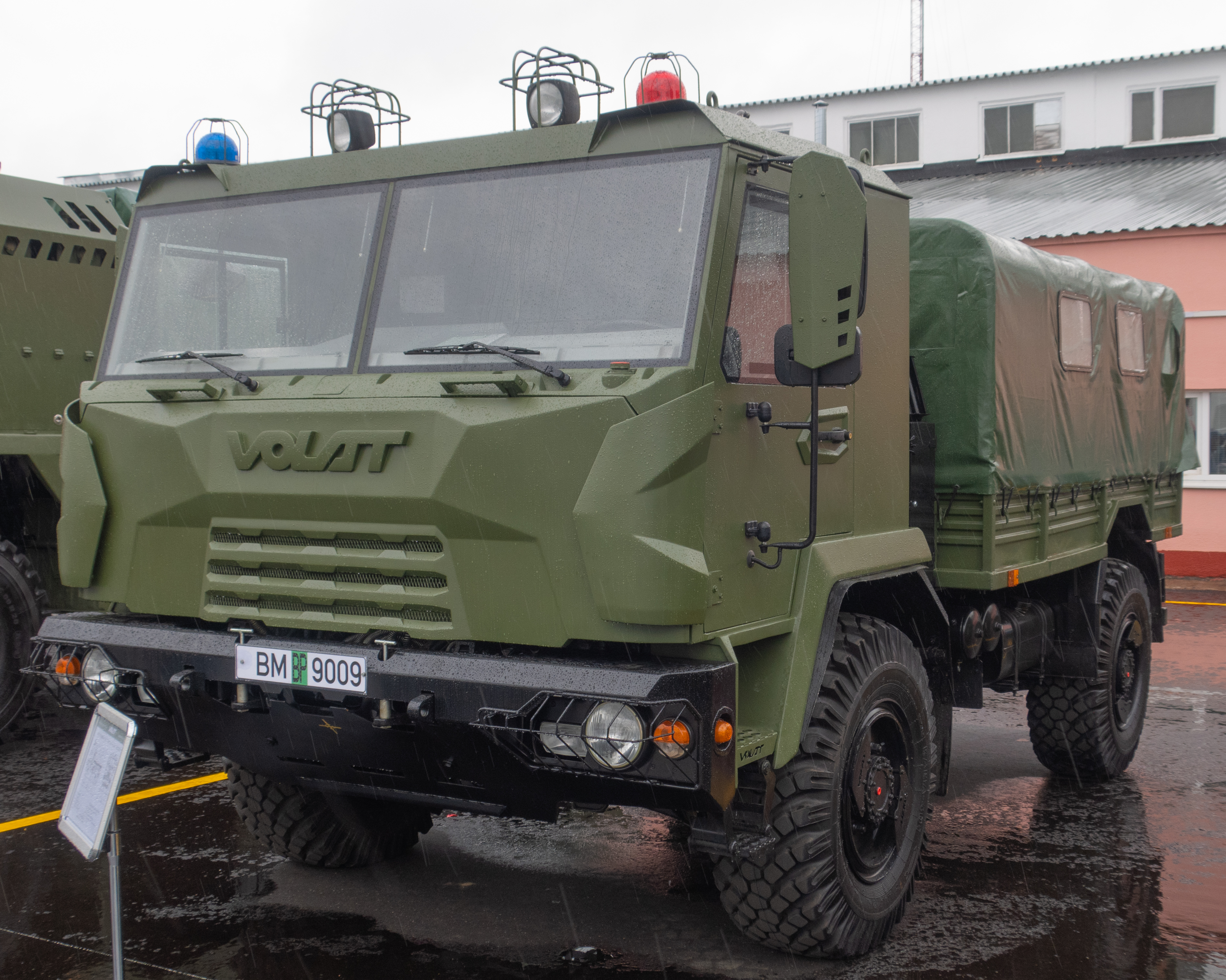
Тактический автомобиль МЗКТ-500200 (4 × 4)
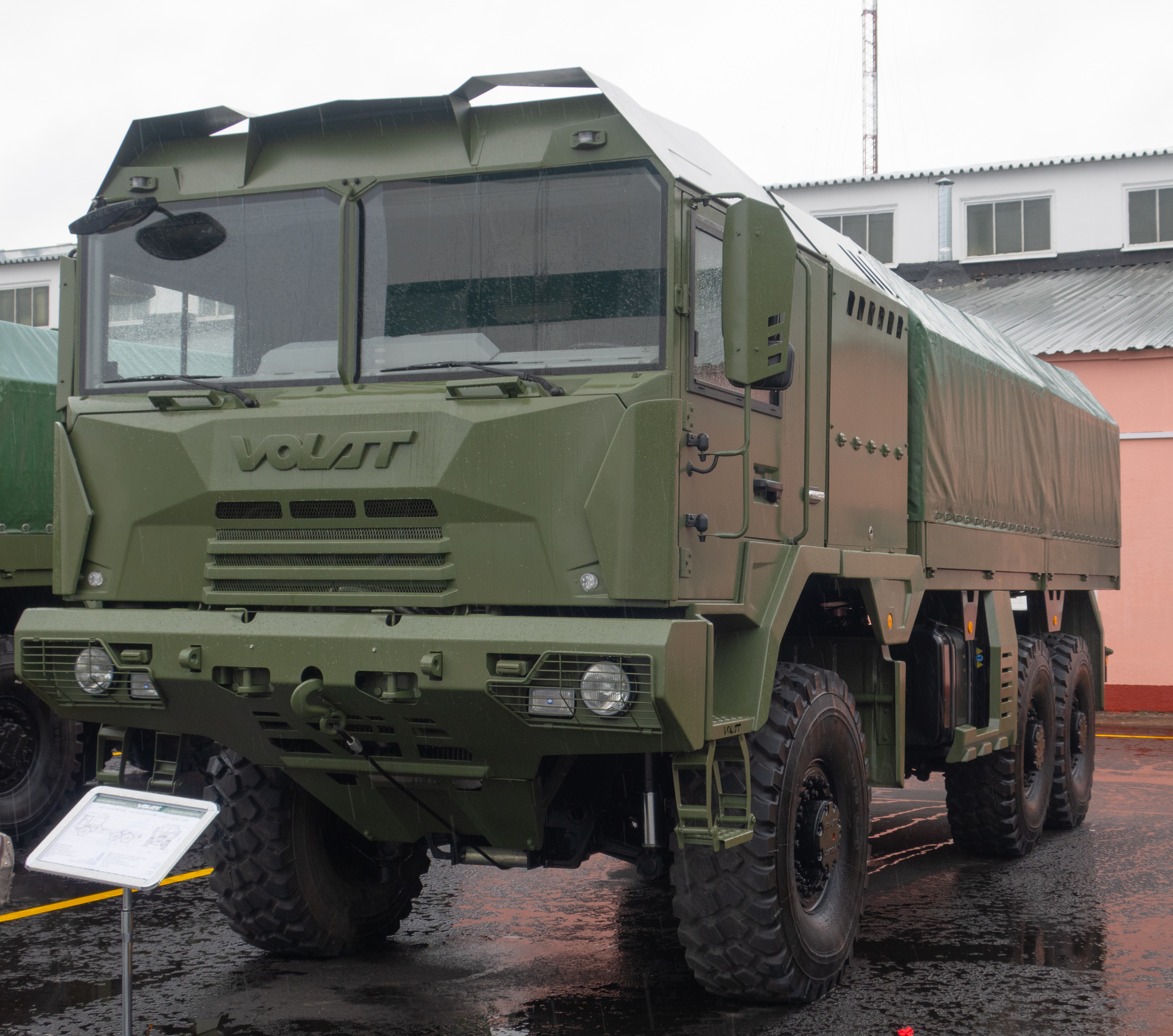
Тактический автомобиль МЗКТ-600103 (6 × 6)
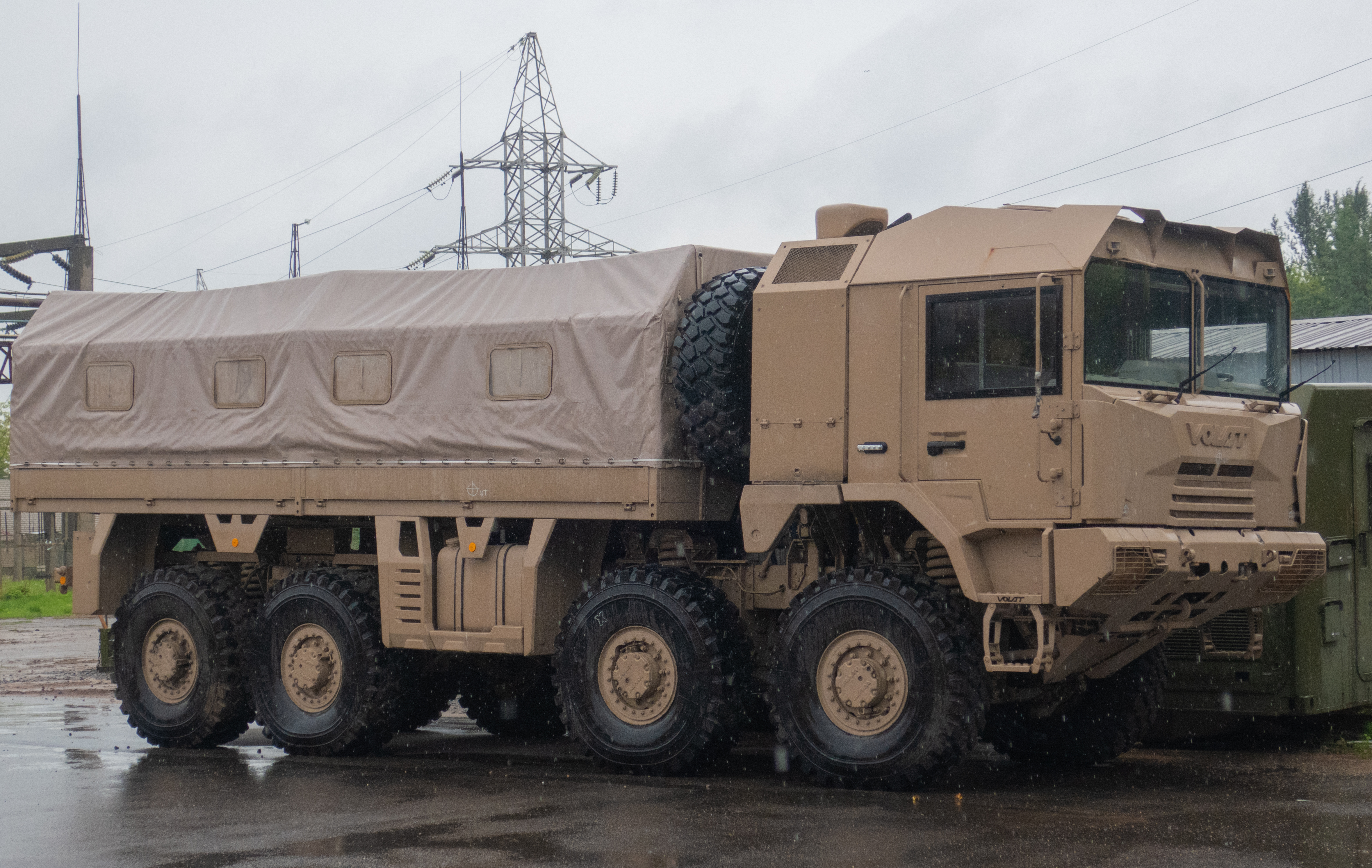
Тактический автомобиль МЗКТ-600203 (8 × 8)
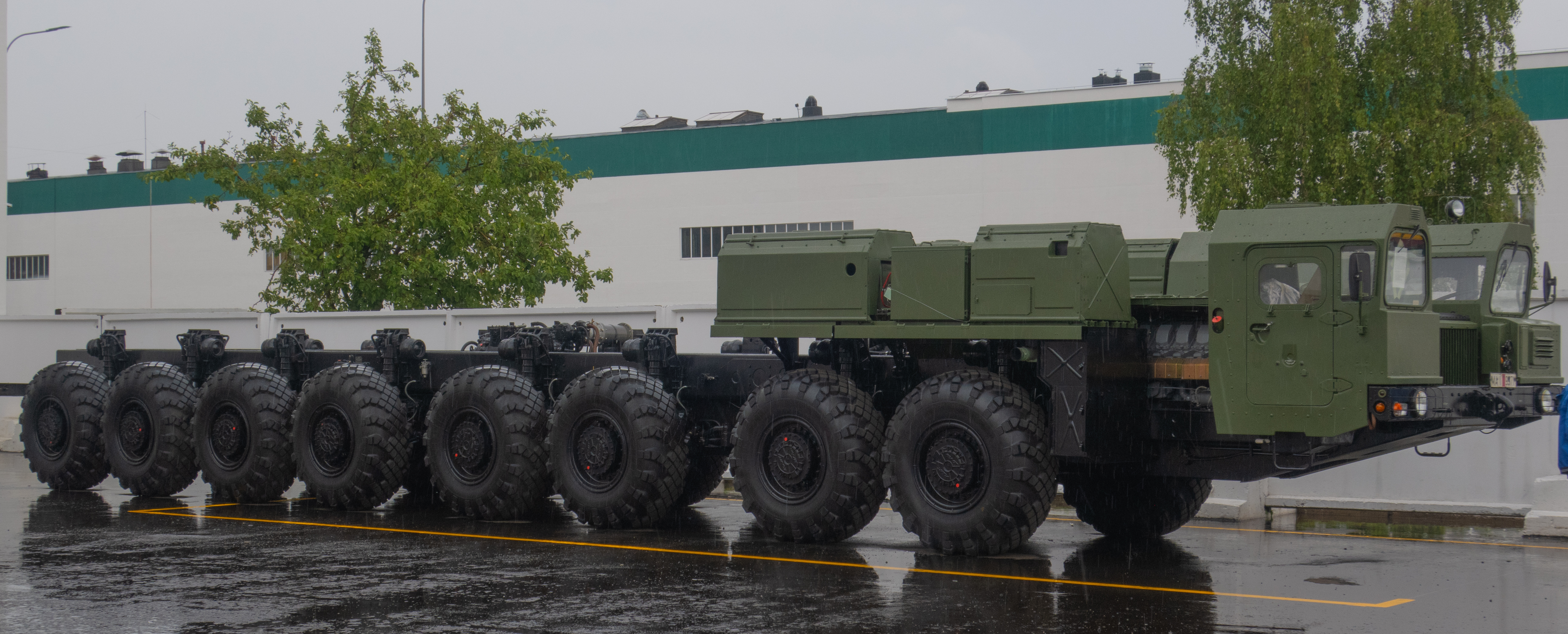
Шасси МЗКТ-79221 (16 × 16)
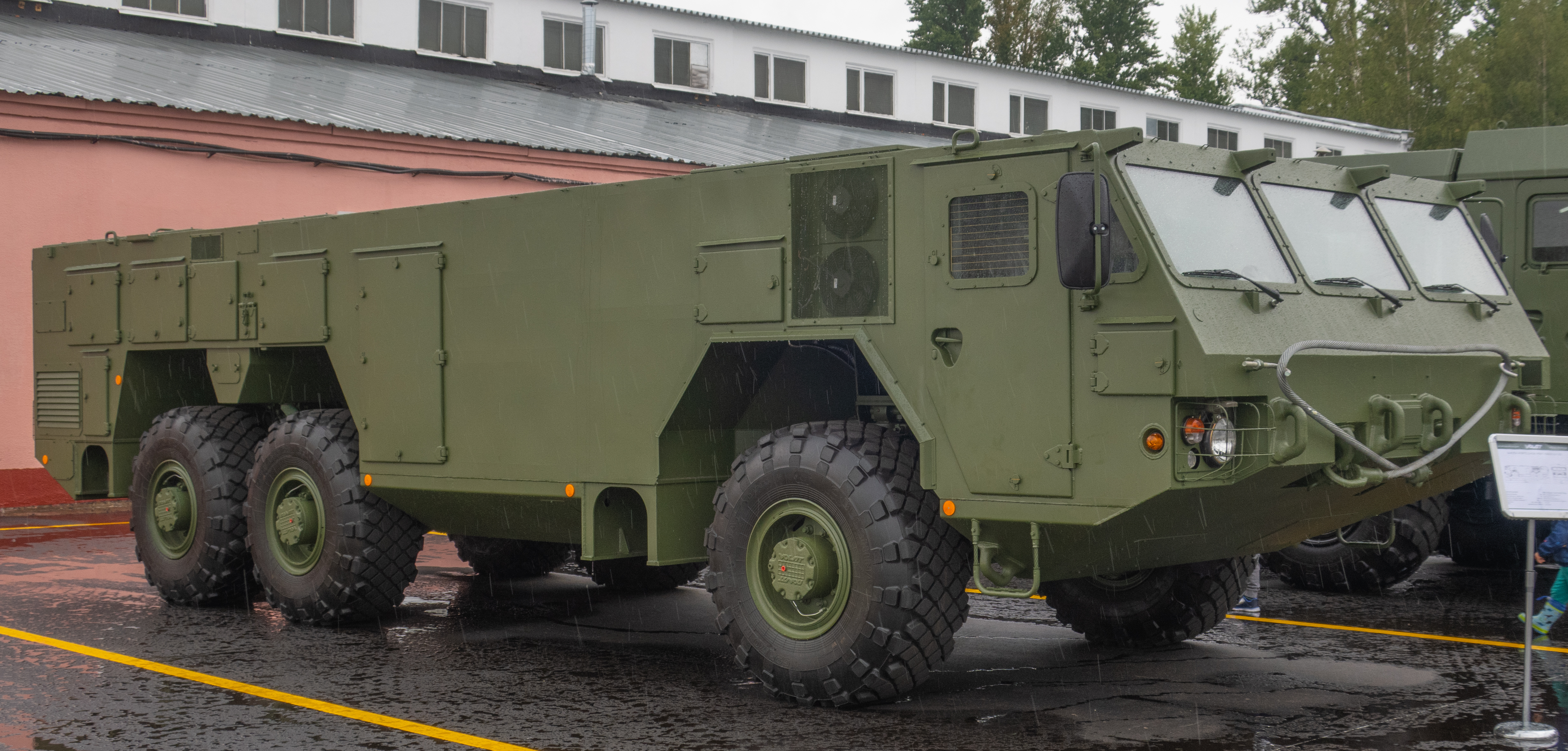
Корпусное шасси МЗКТ-692210-110
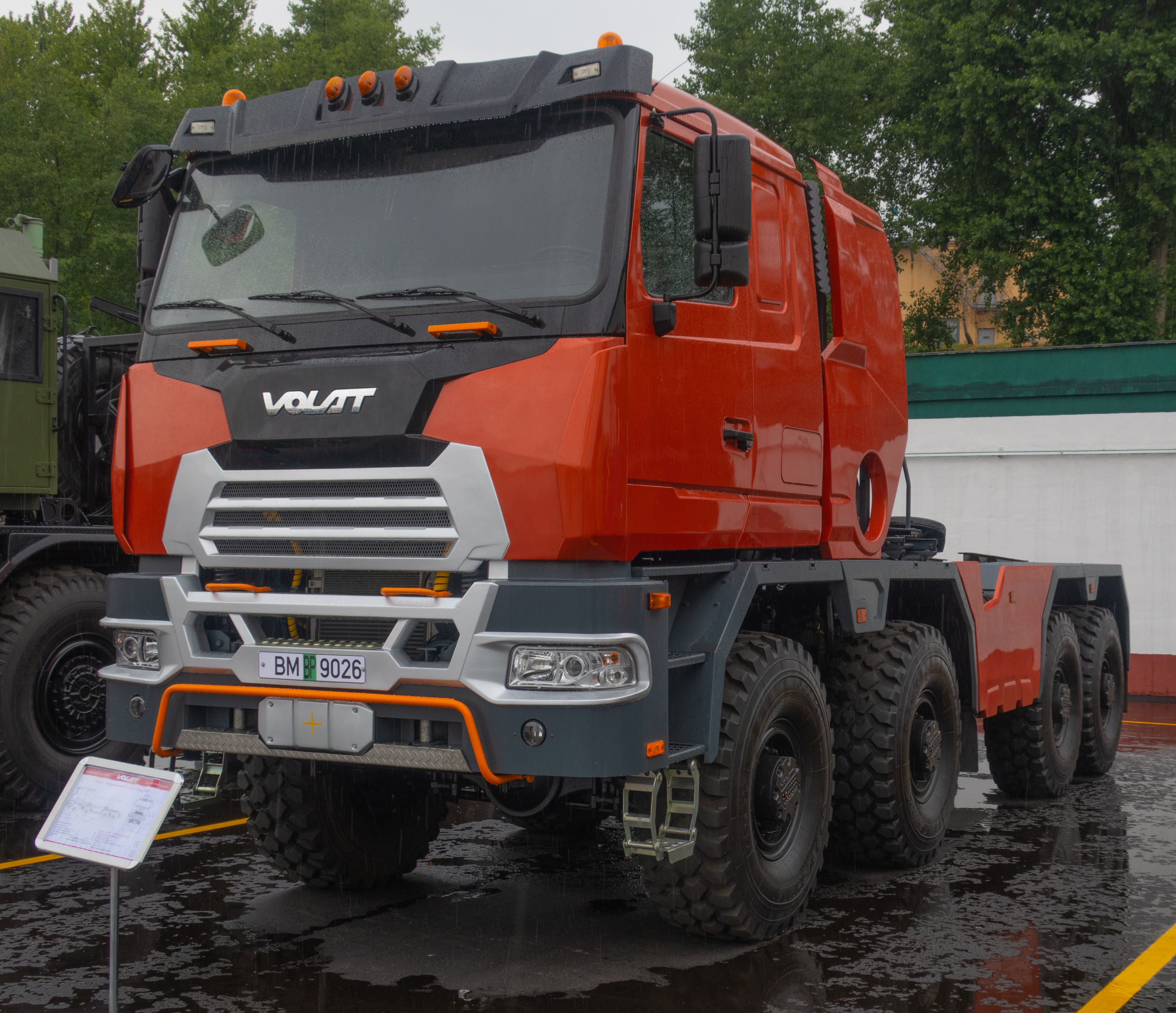
Седельный тягач МЗКТ-750440 (8 × 8)
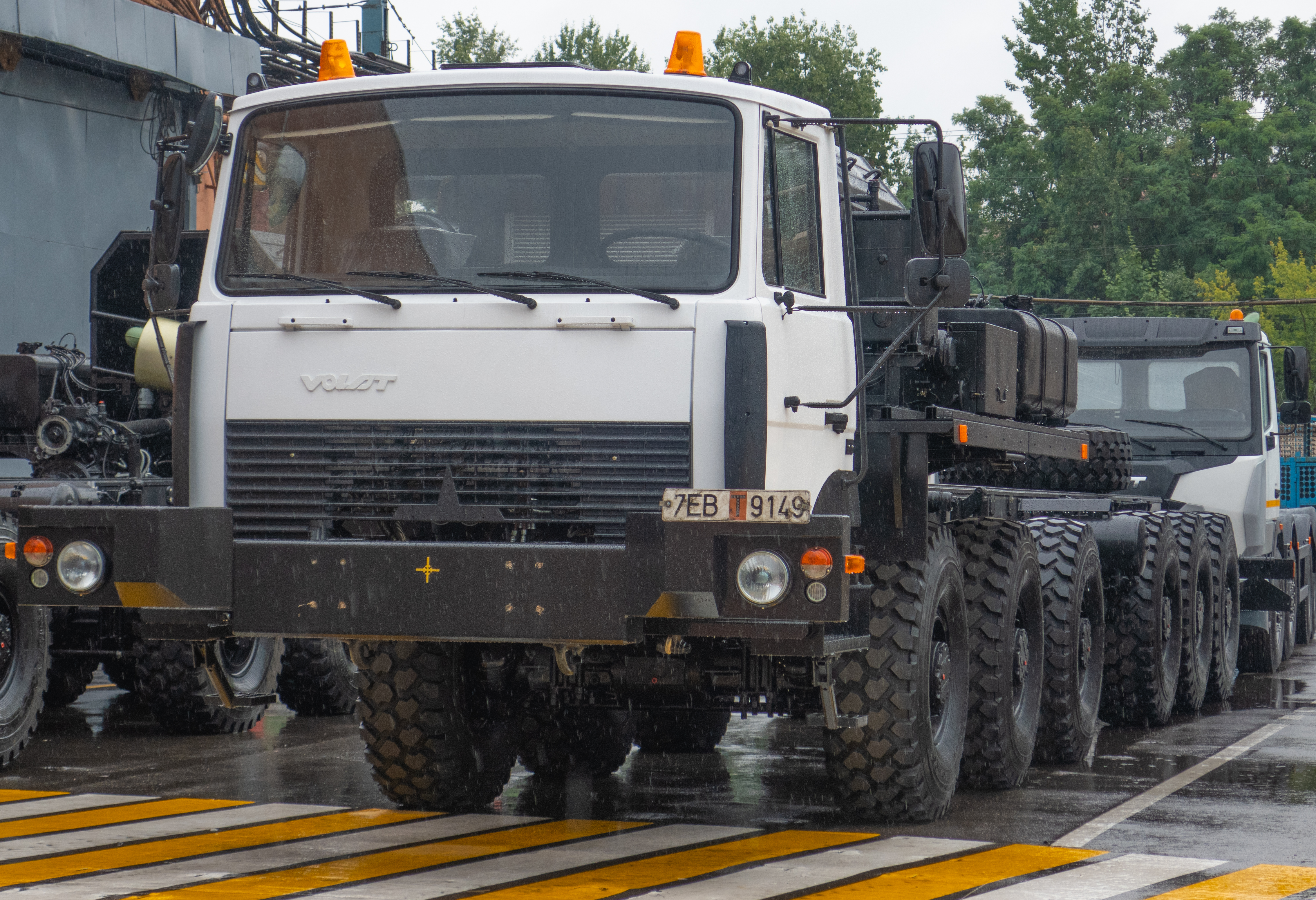
Шасси  МЗКТ-700300 (12 × 12)
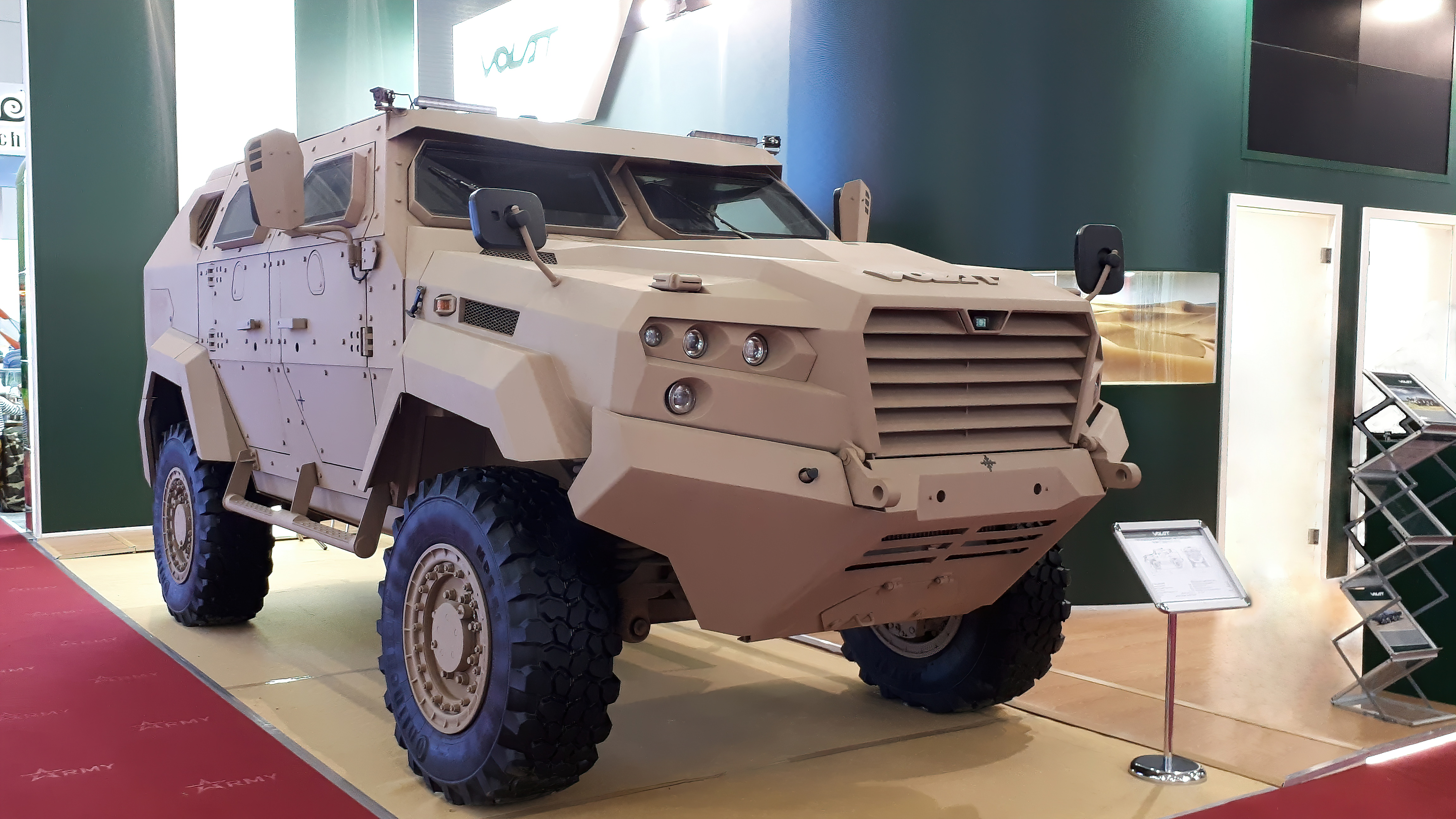
МЗКТ-490101-010
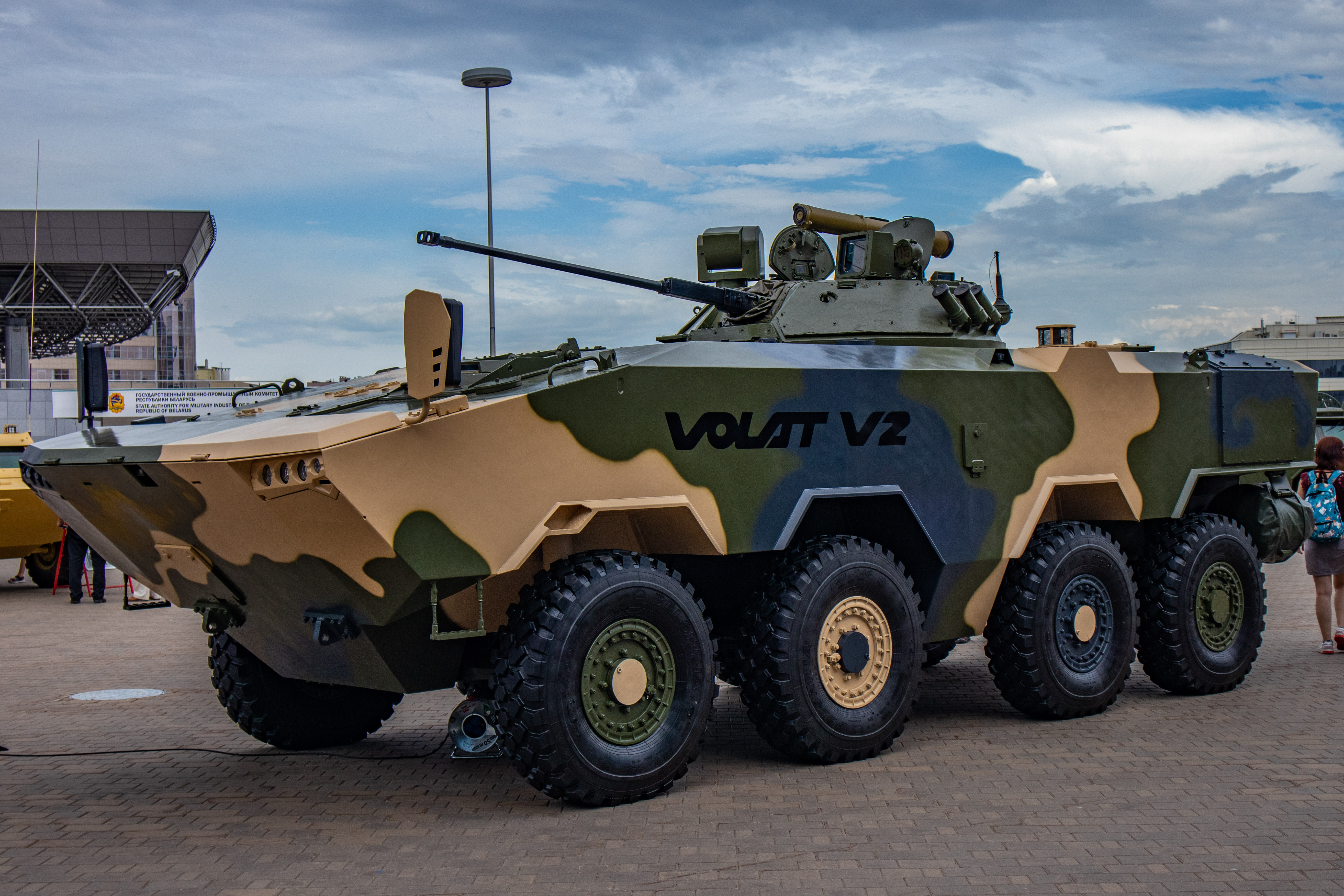
Volat V2 (МЗКТ-690003)